# Het derde wapen
Het derde wapen is het 35ste stripverhaal uit de reeks van De Rode Ridder. Het is geschreven door Willy Vandersteen en getekend door Eduard De Rop. De eerste albumuitgave was in 1967.

## Het verhaal
Johan maakt een inspectietocht op het platteland wanneer hij Gondwin ontmoet. Zij is de dochter van Othir, een hereboer, en vertelt Johan over de legende van de hut van de Zwarte Dame. Johan wordt op Towerstone gastvrij ontvangen door Gondwin en zijn zuster Herzel maar kan het niet laten de legende verder te onderzoeken. Ondertussen is Rufus, een koopman, aangekomen die een bod op Towerstone overbrengt van een anonieme koper.
Johan onderzoekt de omgeving van de hut en krijgt het aan de stok met Cadon, een boer uit de omtrek. Nadat hij hem overmeestert laat Johan een trouwe dienaar van Othir naar Camelot rijden om Merlijn om hulp te vragen. Deze heeft onmiddellijk door dat er veel meer achter zit dan op het eerste gezicht lijkt.
Een onderzoek op de boerderij van Cadon levert het lijk van Rufus op en de zekerheid dat Cadon iets met de zaak te maken heeft. Hij wordt gevat maar sterft tijdens een ontsnappingspoging zonder de identiteit van zijn opdrachtgever prijs te geven. Na een geënsceneerde ontruiming van Towerstone geeft de zwarte dame zich bloot door openlijk naar de schat onder Towerstone te beginnen graven. Zij wordt echter ontmaskerd en blijkt Herzel te zijn. Ook zij zal dit avontuur niet overleven.